# Morrochco Harriague-Saint-Martin
Morrochco Harriague-Saint-Martin est un homme politique français né le 8 octobre 1849 à Hasparren (Pyrénées-Atlantiques) et mort le 18 août 1905 à Paris.

## Biographie
Propriétaire, il est maire d'Hasparren, conseiller général et député des Basses-Pyrénées, de 1893 à 1905, inscrit au groupe des Républicains progressistes.